# Markus Kurczyk
Markus Kurczyk (* 28. Oktober 1964 in Ludwigshafen am Rhein) ist ein deutscher Offizier. Er ist Generalmajor a. D. der Luftwaffe der Bundeswehr und war in seiner letzten Verwendung Kommandeur des Zentrums Innere Führung in Koblenz. Er wurde am 23. September 2023 nach einem Vorwurf der sexuellen Belästigung vorläufig von seinen Aufgaben entbunden und am 27. Oktober 2023 in den einstweiligen Ruhestand versetzt.

## Militärische Laufbahn

### Ausbildung und erste Verwendungen
Kurczyk trat im Jahr 1983 bei der 6./LwAusbRgt 3 in Roth in die Bundeswehr ein. Im Anschluss absolvierte er von 1983 bis 1984 den Offizierlehrgang an der Offizierschule der Luftwaffe in Fürstenfeldbruck. Von 1984 bis 1988 folgte ein Studium der Pädagogik, Schwerpunkt Sozialpädagogik an der Universität der Bundeswehr in München. Nach Abschluss des Studiums wurde Kurczyk 1988 bis 1992 als Zugführer in der 5. Kompanie des Wachbataillons beim Bundesministerium der Verteidigung in Siegburg eingesetzt. Von 1992 bis 1995 war er Kompaniechef der 12. Kompanie des Luftwaffenausbildungsregiment 2 in Budel (Niederlande). Hierauf folgend wurde Kurczyk von 1995 bis 1997 als Begleitoffizier beim Beauftragten für Erziehung und Ausbildung beim Generalinspekteur in Bonn verwendet. Von 1997 bis 1999 absolvierte er den 42. Generalstabslehrgang Luftwaffe an der Führungsakademie der Bundeswehr in Hamburg.

### Dienst als Stabsoffizier
Seine erste Verwendung als Stabsoffizier führte Kurczyk von 1999 bis 2001 als Abteilungsleiter A 1 im Kommando der 4. Luftwaffendivision nach Aurich. Es schloss sich 2001 bis 2004 eine Verwendung als Dezernatsleiter POCARLw (Grundsatz Struktur und Personal Luftwaffe sowie Informationsarbeit neue Luftwaffenstruktur) beim Luftwaffenamt in Köln an. Danach war er von 2004 bis 2006 Referent Fü L 1 Grundsatz Personal und Reservisten im Führungsstab der Luftwaffe im Bundesministerium der Verteidigung in Bonn. Von 2006 bis 2008 war Kurczyk, als Nachfolger von Oberstleutnant Friedhelm Tränapp, Kommandeur des Objektschutzbataillon der Luftwaffe, und nach Umgliederung des I. Bataillons im Objektschutzregiment der Luftwaffe in Wittmund und Schortens. In dieser Zeit war er auch als Führer der Objektschutzgruppe im Einsatzgeschwader Mazar-e-Sharif im Auslandseinsatz bei ISAF. Es folgte 2008 bis 2009 eine weitere ministerielle Verwendung als Grundsatzreferent PSZ I 5 in Bonn. Von 2009 bis 2013 diente Kurczyk als Abteilungsleiter A 1 im Luftwaffenführungskommando in Köln. In dieser Zeit war Kurczyk als Führer der Deutschen Kräfte und auch als Verbindungsoffizier zum afghanischen Verteidigungsministerium wiederum bei ISAF in Kabul im Auslandseinsatz. Daran anschließend wurde er von 2013 bis 2015 als Referatsleiter Abteilung Führung Streitkräfte I 4 (Organisation Streitkräfte) im Bundesministerium der Verteidigung eingesetzt. Im März 2015 wurde er Kommandeur der Unteroffizierschule der Luftwaffe in Appen. Dieses Kommando gab er im September 2016 an Oberst Michael Skamel ab.

### Dienst als General
Zum 1. Oktober 2016 wurde Kurczyk als Nachfolger von Brigadegeneral Michael Traut Abteilungsleiter Ausbildung Streitkräfte (General streitkräftegemeinsame Ausbildung) im Kommando Streitkräftebasis in Bonn. Auf diesem Dienstposten erhielt er auch die Beförderung zum Brigadegeneral. Auf diesem Dienstposten folgte ihm im März 2019 Brigadegeneral Georg Klein. Kurczyk wurde bereits im Februar 2019 Nachfolger von Brigadegeneral Gunter Schneider als J7  Branchhead Force Development im Hauptquartier der Resolute Support Mission in Kabul (Afghanistan). Im Februar 2020 übergab er den Dienstposten in Kabul an Brigadegeneral Frank Schlösser. Kurczyk wurde als Nachfolger von Brigadegeneral Gerd Kropf im März 2020 Kommandeur des Landeskommando Mecklenburg-Vorpommern. Im November 2022 wurde er, als Nachfolger von Generalmajor André Bodemann, Kommandeur des Zentrums Innere Führung in Koblenz. Er wurde am 23. September 2023 vorläufig von seinen Aufgaben entbunden, um den Vorwurf zu überprüfen, er habe einen Soldaten auf den Invictus Games 2023 sexuell belästigt. Mitte Oktober 2023 schlug Verteidigungsminister Boris Pistorius dem Bundespräsidenten vor, Kurczyk nach § 50 Soldatengesetz in den einstweiligen Ruhestand zu versetzen; am 27. Oktober 2023 übergab der Generalinspekteur Carsten Breuer Kurczyk seine Entlassungsurkunde. Kurczyk selbst bestreitet, den Soldaten belästigt zu haben; Augenzeugen werden in Presseberichten mit unterschiedlichen Beobachtungen zitiert. Der ungeklärte Fall ist Gegenstand disziplinarischer Ermittlungen.

### Auslandseinsätze
- 2006/07 ISAF, Mazar-e Sharif, Afghanistan
- 2011/12 ISAF, Kabul, Afghanistan
- 2019/20 Resolute Support, Kabul, Afghanistan

### Auszeichnungen
- Ehrenkreuz der Bundeswehr
- Einsatzmedaillen der Bundeswehr ISAF und RSM jeweils in Bronze und Silber
- Koninklijke Nederlandse Bond voor Lichamelijke Opvoeding, Bronze
- Silbermedaille der polnischen Armee
- High State Medal of Ghazi Mir Masjidi Khan des afghanischen Präsidenten
- Legion of Merit Officer der US-Streitkräfte